# Molybdännitrid
Molybdännitrid ist eine anorganische chemische Verbindung aus der Gruppe der Nitride und ist neben Mo2N und Mo3N2 eine der drei Nitride des Molybdäns.

## Gewinnung und Darstellung
Molybdännitrid wurde erstmals 1930 durch Nitrierung von Molybdänpulver in einer Ammoniakatmosphäre bei 700–1000 K synthetisiert. Daneben gibt es verschiedene weitere bekannte Syntheseverfahren, wie die N2-Hochdrucknitrierung von Molybdän-Draht oder die Reaktion von Molybdän(V)-chlorid mit Ammoniak bei 790–959 K. Es kann auch durch Reduktion von Molybdän(IV)-oxid mit Ammoniumchlorid unter extremen Bedingungen wie hohem Druck und hoher Temperatur gewonnen werden.

## Eigenschaften
Molybdännitrid ist ein Feststoff, der praktisch unlöslich in Wasser ist. Er ist supraleitend bei Temperaturen unter 12 K.
Molybdännitrid besitzt eine hexagonale Kristallstruktur mit der Raumgruppe P63/mmc (Raumgruppen-Nr. 194). Nur diese hexagonale δ-MoN-Phase existiert bei der stöchiometrischen Zusammensetzung im thermischen Gleichgewicht. Es existieren jedoch noch mindestens zwei weitere Formen der hexagonalen Struktur und eine leicht überstöchiometrische mit der Zusammensetzung Mo5N6. Daneben sind jedoch noch weitere Hochdruckformen bekannt.

## Verwendung
Molybdännitrid ist Bestandteil von hochschmelzenden Legierungen und Spezialstählen.